# Elutrope Reihe
Die elutrope Reihe (auch eluotrope Reihe genannt) sortiert die gängigsten organischen Lösungsmittel nach ihrer Elutionswirkung (Elutionsselektivität) bei der Chromatographie.

## Elutionswirkung
Die Elutionswirkung ist die Fähigkeit des Lösungsmittels, eine Substanz mitlaufen zu lassen. Die Anordnung erfolgt empirisch und ist abhängig von der verwendeten stationären Phase. Die elutrope Reihe korreliert jedoch meistens mit den Permittivitäten der Lösungsmittel. 
Für das gängigste Adsorbens in der Chromatographie, Kieselgel, ergibt sich daher folgende Reihe (steigende Elutionswirkung):
| Substanz                           | Elutionskraft E0 |
| ---------------------------------- | ---------------- |
| n-Hexan                            | 0,00             |
| n-Pentan                           | 0,00             |
| Cyclohexan                         | 0,03             |
| Cyclopentan                        | 0,04             |
| Tetrachlormethan                   | 0,14             |
| Diisopropylether                   | 0,22             |
| Toluol                             | 0,22             |
| Benzol                             | 0,25             |
| Diethylether                       | 0,29             |
| Dichlormethan (Methylenchlorid)    | 0,30             |
| Chloroform                         | 0,31             |
| Aceton                             | 0,43             |
| Dioxan                             | 0,43             |
| Essigsäureethylester (Ethylacetat) | 0,45             |
| Tetrahydrofuran                    | 0,48             |
| MTBE (tert-Butylmethylether)       | 0,48             |
| Dimethylsulfoxid                   | 0,48             |
| Acetonitril                        | 0,5              |
| Pyridin                            | 0,55             |
| 2-Propanol (Isopropanol)           | 0,60             |
| Ethanol                            | 0,68             |
| Methanol                           | 0,73             |
| Essigsäure                         |                  |
| Wasser                             |                  |

Aus der Liste kann man ablesen, dass eine polare Substanz wie z. B. Acetylsalicylsäure auf einer Kieselgelsäule mit n-Hexan sehr langsam läuft, mit Methanol dagegen sehr schnell.
Im Allgemeinen werden Lösungsmittel oder Lösungsmittelgemische (auch Lauf- oder Elutionsmittel genannt) zur Trennung von Substanzen eingesetzt, die zu einer mäßig schnellen Laufgeschwindigkeit bei den interessantesten Probekomponenten führen. Hohe Laufgeschwindigkeiten, entsprechend hohen Rf-Werten bei der Dünnschichtchromatographie, führen generell zu schlechten Trennergebnissen (Rf-Werte bei der DC größer als 0,5 oder 0,6).
Um aus Vorversuchen mit Hilfe der Dünnschichtchromatographie ein geeignetes Laufmittel für die präparative Säulenchromatographie zu ermitteln, ist es günstig, folgende Regel zu beachten: Stoffgruppen, deren Trennung wichtig und schwierig ist, sollten Rf-Werte im Bereich um 0,3 haben. Das ist ein geeigneter Startpunkt, um mit dem Ziel einer guten Trennleistung und kurzer Zeitdauer der Chromatographie eine hinreichende Effektivität zu erreichen (falls isokratisch gearbeitet wird, also die Zusammensetzung des Laufmittels während der Trennung konstant gehalten wird).
Das Konzept der elutropen Reihe, bei der die Lösungsmittel entsprechend der Polarität bzw. der Permittivität geordnet sind, versucht ihre Eigenschaften bei der Chromatographie auf einen einzigen Parameter zu reduzieren. Diese Vereinfachung ist für eine erste Betrachtung sehr nützlich. Wenn es darum geht, die Selektivität chromatographischer Trennungen zu optimieren, ist es aber vorteilhaft die spezifischen Wechselwirkungen zwischen den individuellen Molekülen (der Probe, des Laufmittels und der Adsorbentien) etwas näher zu betrachten. Es gibt zum Beispiel Parameter, die die Fähigkeit von Laufmittelmolekülen als Akzeptor in Wasserstoffbrückenbindungen oder als Donor charakterisieren. Das ist auch der Grund dafür, dass es in heiklen Fällen sinnvoll sein kann, drei statt zwei Lösungsmittel für eine Mischung zu verwenden. Gäbe es nur die Dimension Polarität, würden schon zwei ausreichen.
Es handelt sich um einen Wettkampf zwischen den Molekülen des Laufmittels bzw. der Laufmittelmischung mit den Molekülen der einzelnen Probekomponenten um die Haftstellen am Adsorbens. Bei der klassischen Flüssigkeitschromatographie werden Adsorbentien verwendet, die polare Haftstellen aufweisen (Kieselgel, Aluminiumoxid). Problematisch ist, dass ein kleiner Teil dieser Haftstellen eine höhere Polarität aufweist (an bestimmten Störstellen des Adsorbens). Auf die folgende Art und Weise kann für Abhilfe gesorgt werden: Statt trockener Laufmittel werden Laufmittel eingesetzt, die einen bestimmten sehr geringen Wassergehalt haben. Dadurch werden die störenden, hoch polaren Haftstellen desaktiviert (weil sie von den hochpolaren Wassermolekülen besetzt werden). Zur Herstellung solcher Laufmittel kann man zum Beispiel trockene und wassergesättigte Laufmittel mischen (im Verhältnis 1 : 1 oder 3 : 1 je nach Adsorbens). Diese Vorgangsweise ist nur dann gestattet, wenn die Probemoleküle mehr oder weniger wasserunempfindlich sind. Wenn die Laufmittelmischungen hochpolare Komponenten wie Ethanol oder Methanol enthalten, sind Wasserzusätze in der Regel überflüssig. In der RP-HPLC ist die elutrope Reihe umgekehrt.